# Ail des vignes
Allium vineale
Pour les articles homonymes, voir Ail.
Espèce
Classification APG IV (2016)
L'ail des vignes (Allium vineale) est une espèce de plantes à fleurs de la famille des Amaryllidaceae.

## Description

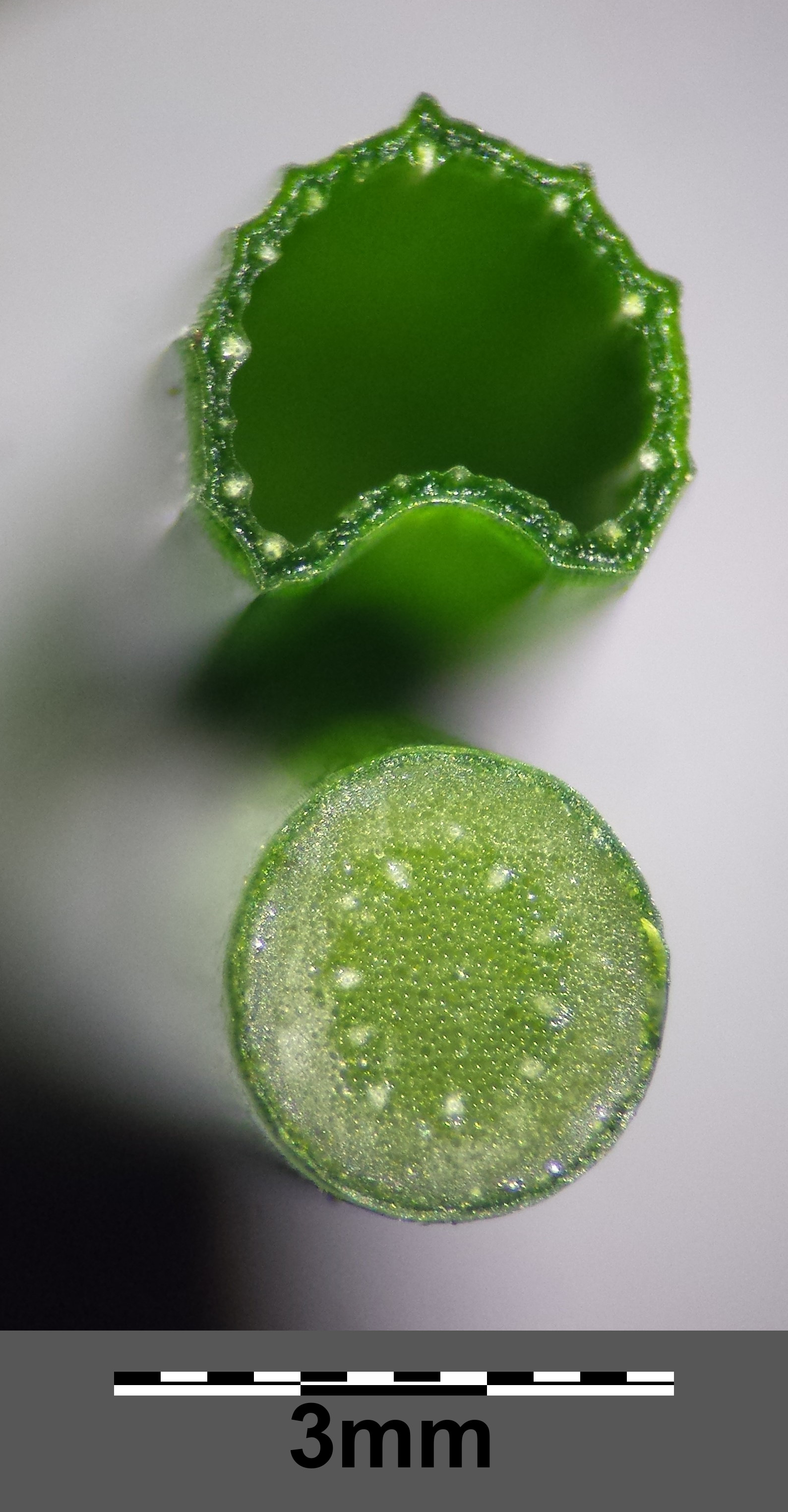
Section de la feuille.

C'est une plante herbacée bulbeuse vivace de 30-80 cm à floraison estivale, glabre, à bulbe ovoïde entouré de nombreux bulbilles, à forte odeur alliacée. 
Les feuilles sont subcylindriques, creuses, à sillon étroit en dessus, glauques. 
La tige est cylindrique, pleine, feuillée jusqu'au milieu 
La tête porte des bulbilles rosées à bordeaux, généralement plus nombreux que les fleurs (il arrive souvent qu'il n'y ait que des bulbilles). Au fil du temps, ces bulbilles s’allongent en une feuille verte cylindrique avant de tomber après la mort de la tige.
Les fleurs sont rose pâle ou blanchâtres, peu nombreuses, en tête globuleuse serrée, souvent toute bulbillifère et aux étamines saillantes.
Outre ces bulbilles aériennes, la plante en produit aussi sous terre, où elles sont enveloppées dans des tuniques très dures semblables à celles des gousses d'ail.
La plante porte un bulbe d'où sortent des feuilles linéaires, tubulaires.

## Caractéristiques
- Organes reproducteurs
  - Type d'inflorescence : ombelle simple, fleur rose à six pétales
  - Répartition des sexes :  hermaphrodite
  - Type de pollinisation :  entomogame, autogame
  - Période de floraison :  juin-août
  - Type de fruit :  Capsule
  - Mode de dissémination :  barochore

## Répartition
L'ail des vignes apprécie les lieux sablonneux cultivés ou incultes, dans presque toute la France et en Corse. En Suisse, on le trouve parmi les buissons, dans les vignes et les vergers, aux étages collinéen et montagnard. Il est présent en Europe centrale et méridionale mais aussi en Syrie et en Amérique boréale.

## Utilisation
Les feuilles et les bulbilles s'utilisent en condiment comme l'ail cultivé.
Une confusion avec d'autres espèces d'Allium est sans danger, aucune n'est toxique.

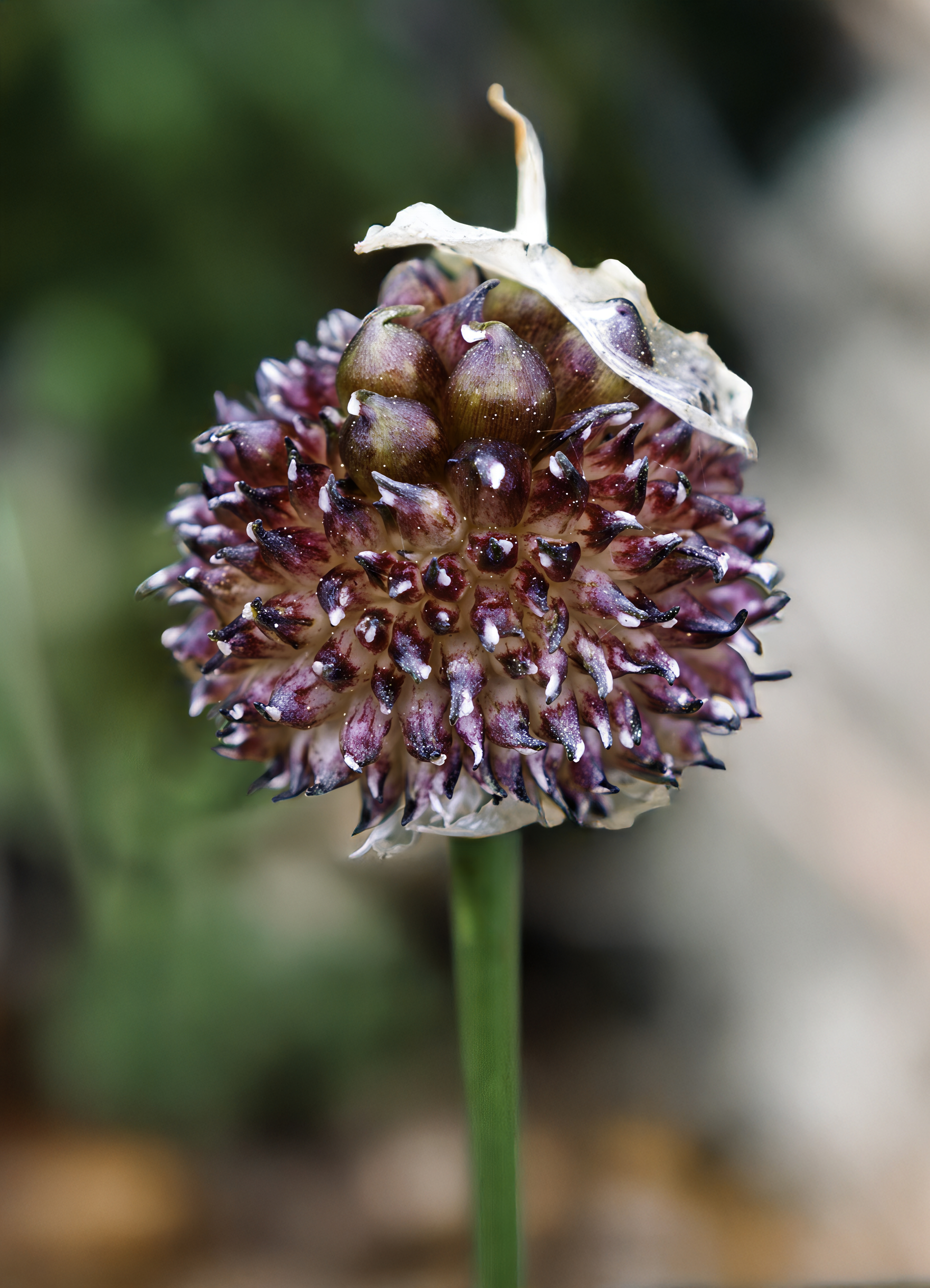
Inflorescence immature
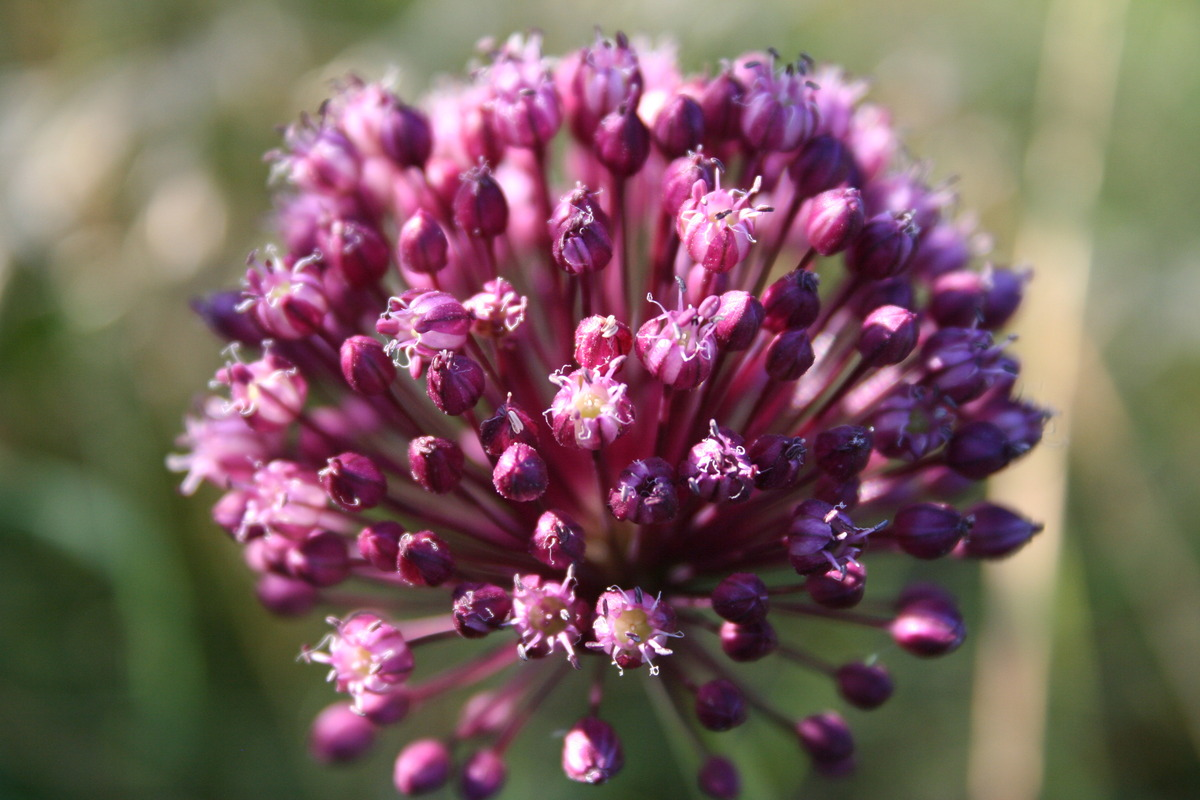
Fleurs

## Propriétés médicinales
L'ail des vignes est stimulant, diurétique, expectorant et antiseptique comme toutes les autres espèces d'Allium. [réf. nécessaire]